# 岩手县
岩手县（日语：／〔〕 Iwate ken */?）是日本本州东北地方东北部的一个县，首府为盛冈市。

## 歷史

### 古代
岩手縣內的柳澤館遺址（位於奧州市）和金取遺址（位於遠野市）內曾發現許多石器，一關市的金森遺址內也發現了大量的動植物化石。建於繩紋時代，座落於現在奧州市膽澤的角塚古墳，是日本本州太平洋最北端的前方後圓墳，也被認為是當時大和王权勢力的最北端。
7世紀後半，日本實施令制國時，蝦夷（現在的東北地區）所在的地區尚未納入統治範圍，遂成為大和朝廷的主要征戰目標。在8世紀末的三十八年戰爭中，蝦夷的軍事首領阿弖流為在膽澤抵抗朝廷軍，被征夷大將軍的坂上田村麻呂擊敗，此後北上川流域由大和王權接管，蝦夷人被強行遷移至日本各地，留下的蝦夷人則作為俘囚被納入統治體系。來自關東地區的柵戶則作為開發者進入石澤。
11世紀，以奧六郡（現在的岩手縣奥州市到盛岡市一帶）為據點的俘囚首領安倍氏建立政權。安倍氏在前九年之役中被源賴義及清原氏消滅，清原氏則在後三年之役中因內部衝突而滅亡。安倍氏的後裔奧州藤原氏將根據地從江刺郡豐館遷至磐井郡平泉，並控制奧州。奧州藤原氏利用當地豐富的黃金，實現以佛教為基礎的地區統治建立平泉時代。

### 中古時期
鎌倉時代，源賴朝攻陷平泉地區。統治甲斐國南部河內地方的南部氏遷移到八戶週邊地區，領地從現在的青森縣到岩手縣北部以及秋田縣的鹿角地區。岩手的沿海地區被閉伊氏割據，中央地區則被斯波氏、稗貫氏、阿曾沼氏與和賀氏割據，南部則是被葛西氏和留守氏作為勢力範圍。但伊達氏逐漸在福島縣伊達郡建立根據地，勢力不斷擴散。在室町時代，葛西氏和留守氏被伊達氏支配。
伊達政宗移封至仙台後，葛西氏因奧州仕置而被消滅，留守氏則被併入伊達氏。大約在同一時期，南部氏的南部信直擴大勢力，並擔任南部氏的當家。但南部信直與不承認他的九戶正實產生爭鬥。得到豐臣秀吉賞識的信直與他的軍隊在九戶政實之亂中消滅九戶氏。除大浦氏之外，南部信直統一了南部氏諸家並遷移至盛岡。

### 近代
江戶時代，仙台藩由擁有62萬石領地的伊達氏統領，田村氏統領一關藩，留守氏統治水澤地區；北部則由沒有移封的20萬石盛岡藩南部氏統治。江戶時代末期，東北諸氏組成奧羽越列藩聯盟並統治岩手縣，但之後被明治政府打敗並接管岩手地區。

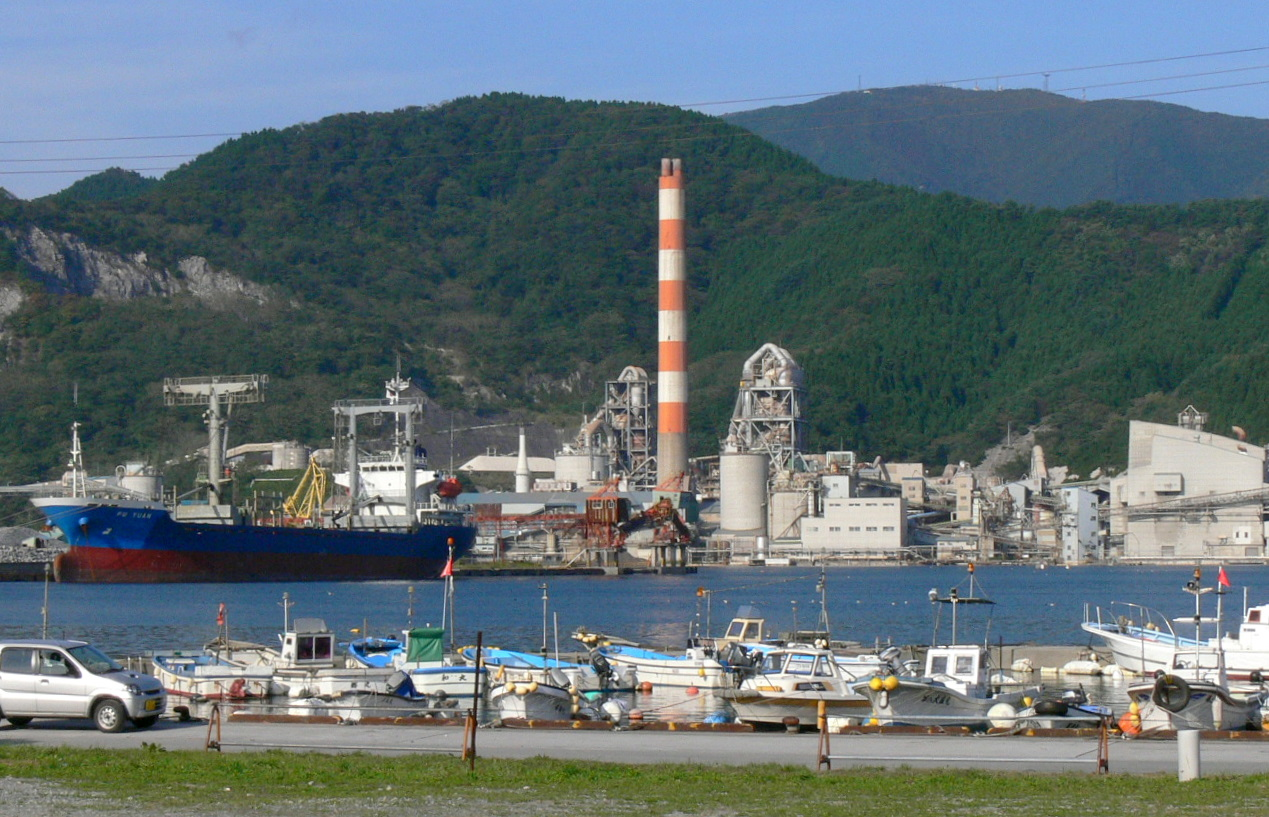
大船渡市工業港
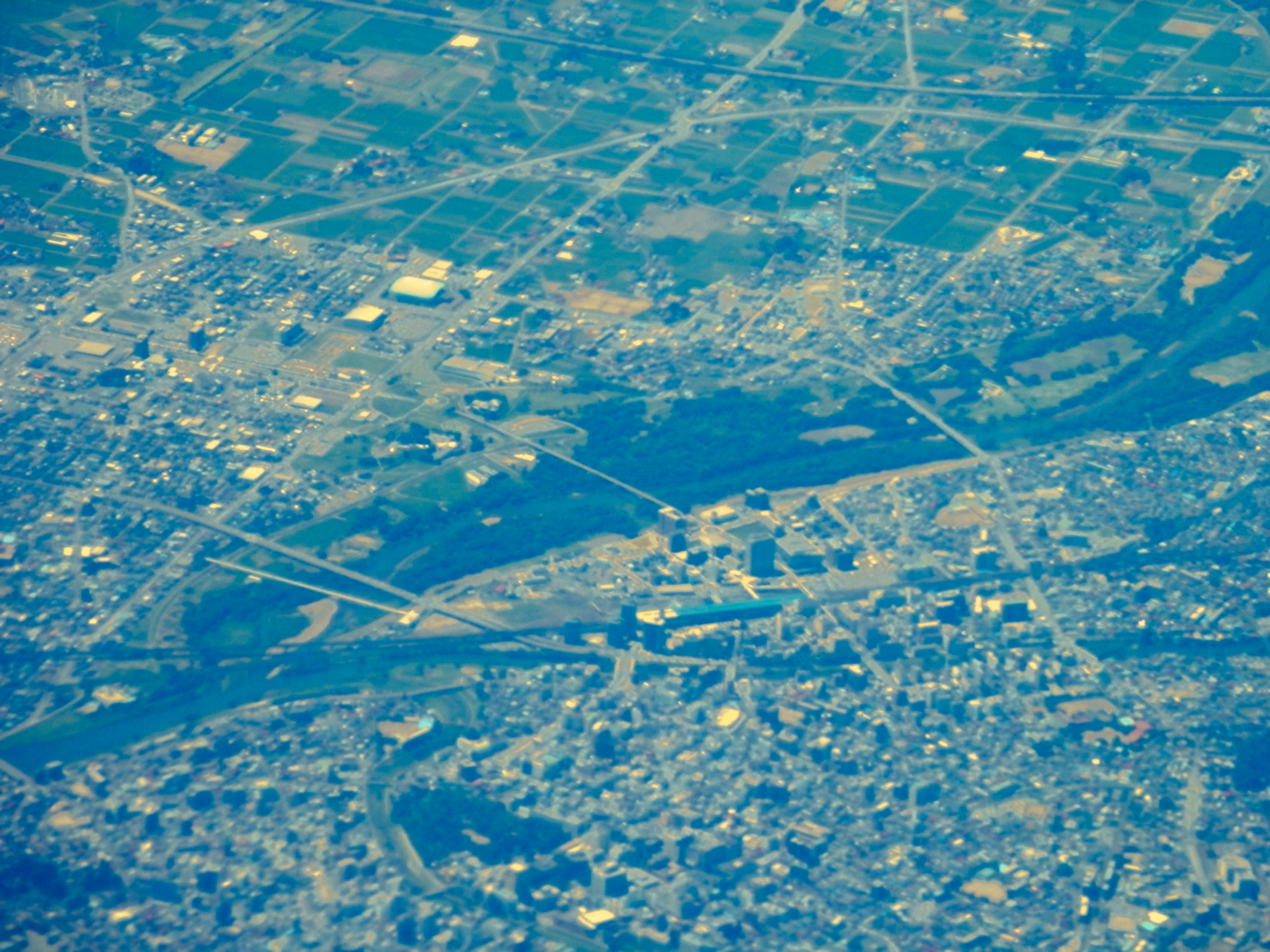
盛岡市空拍全景
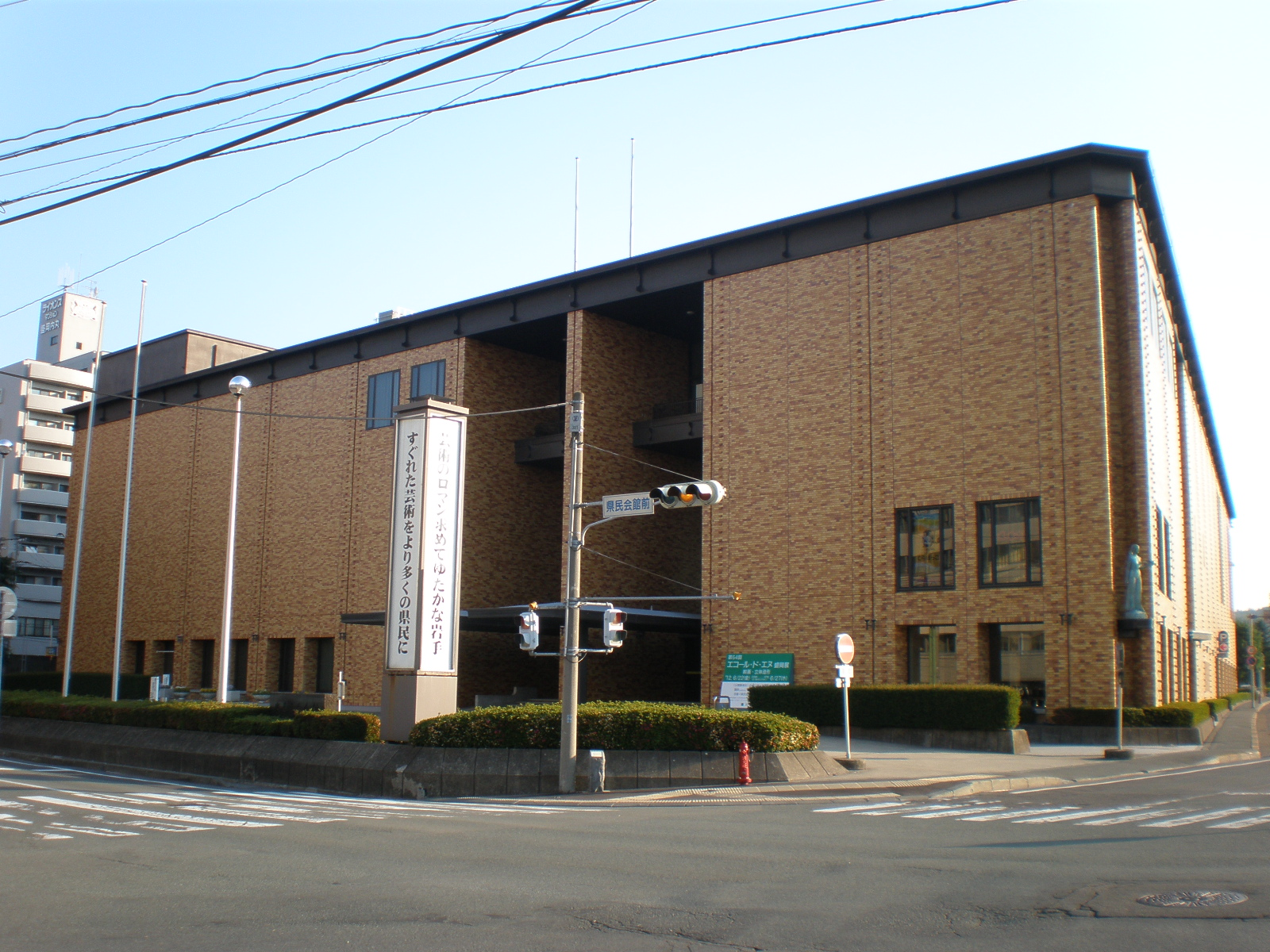
岩手縣民会館
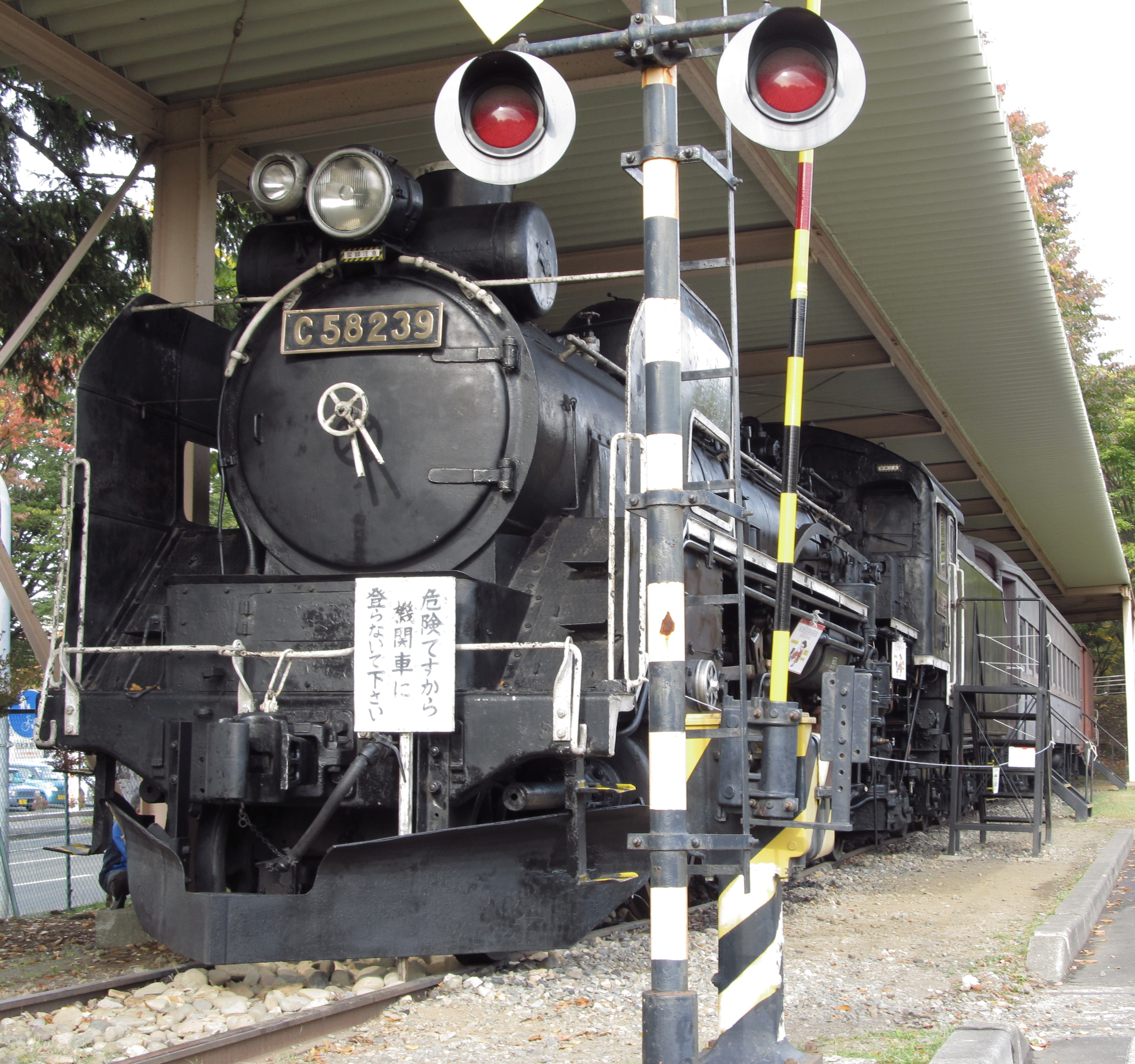
岩手鐵路博物館
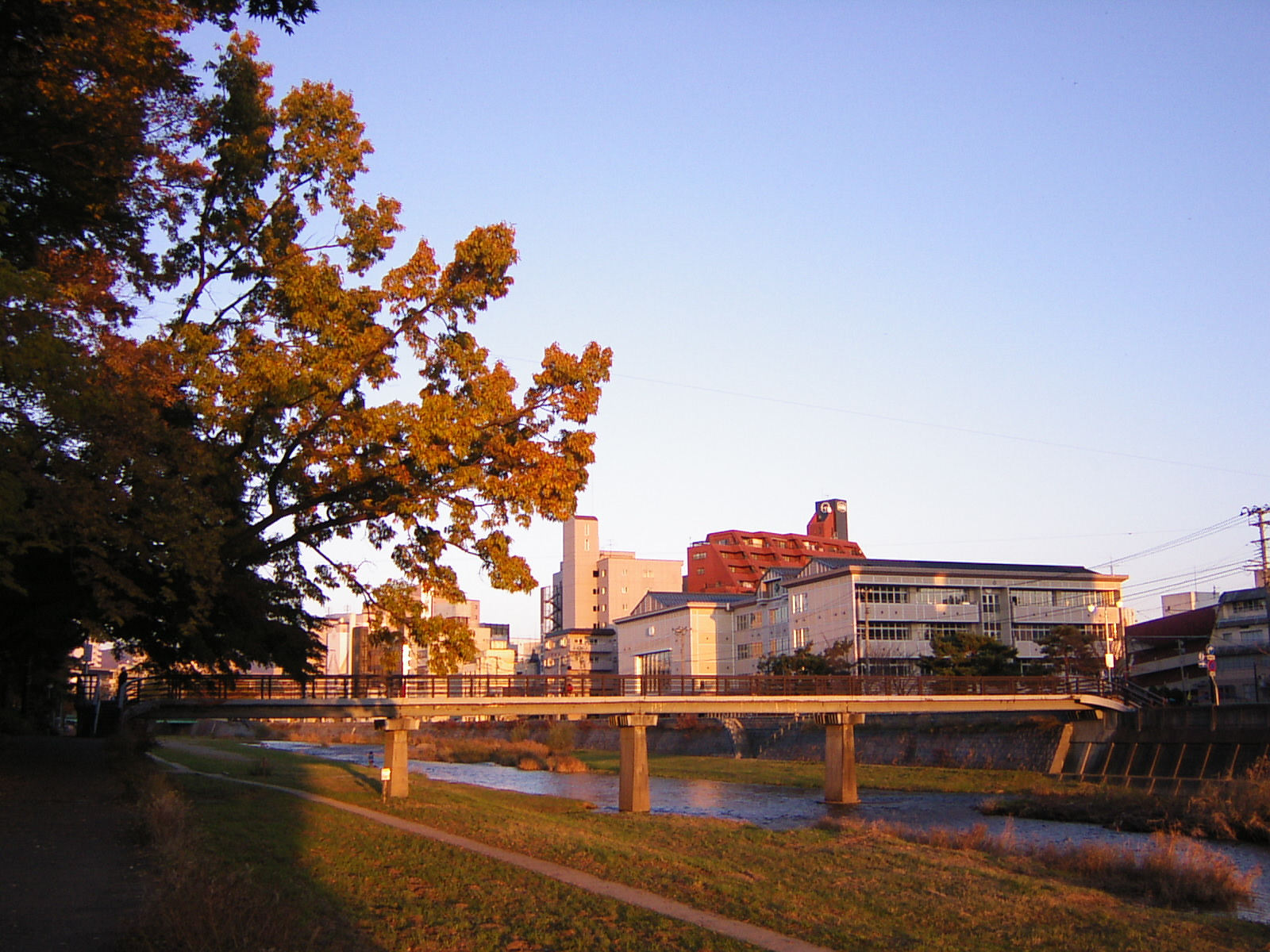
中津川
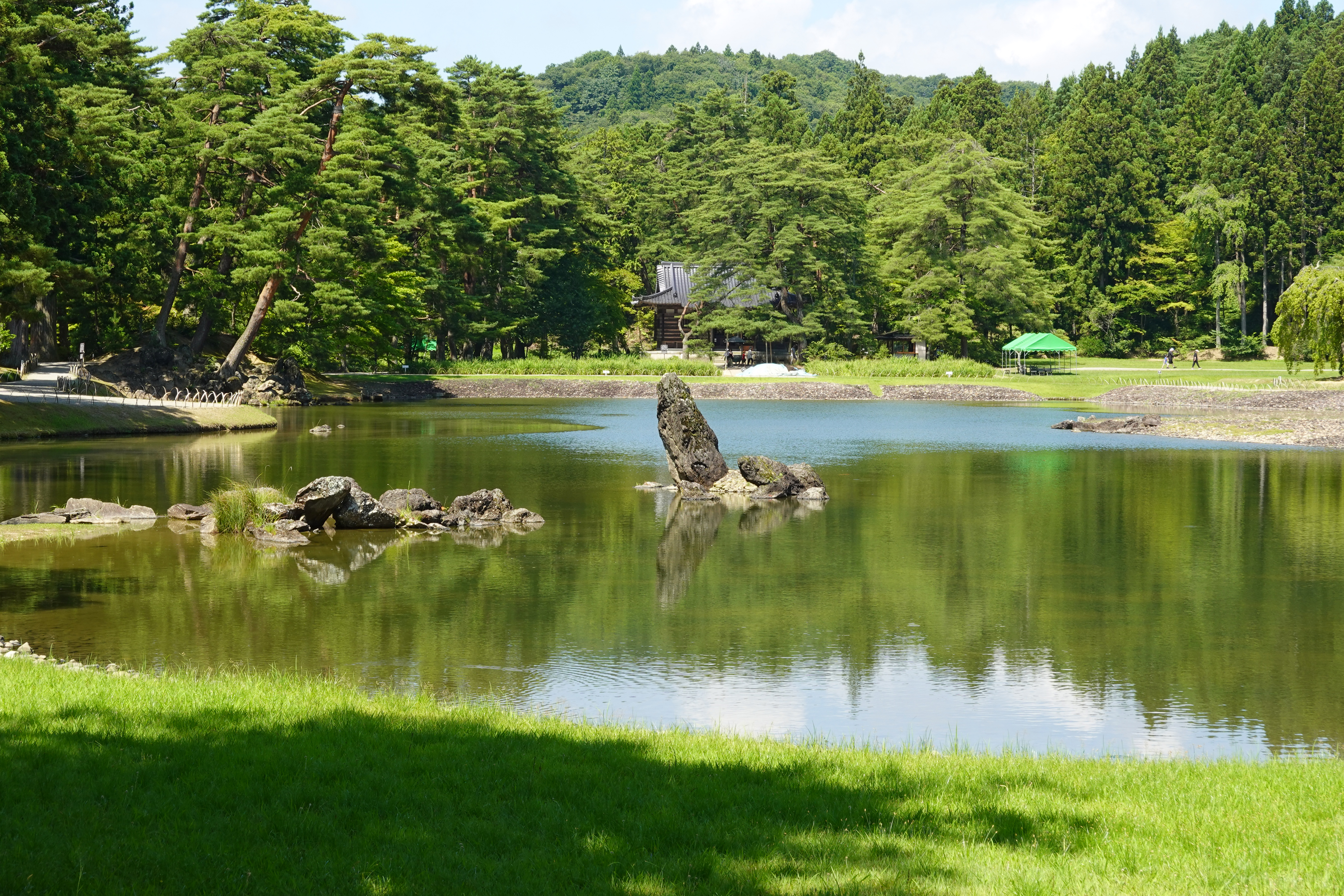
毛越寺
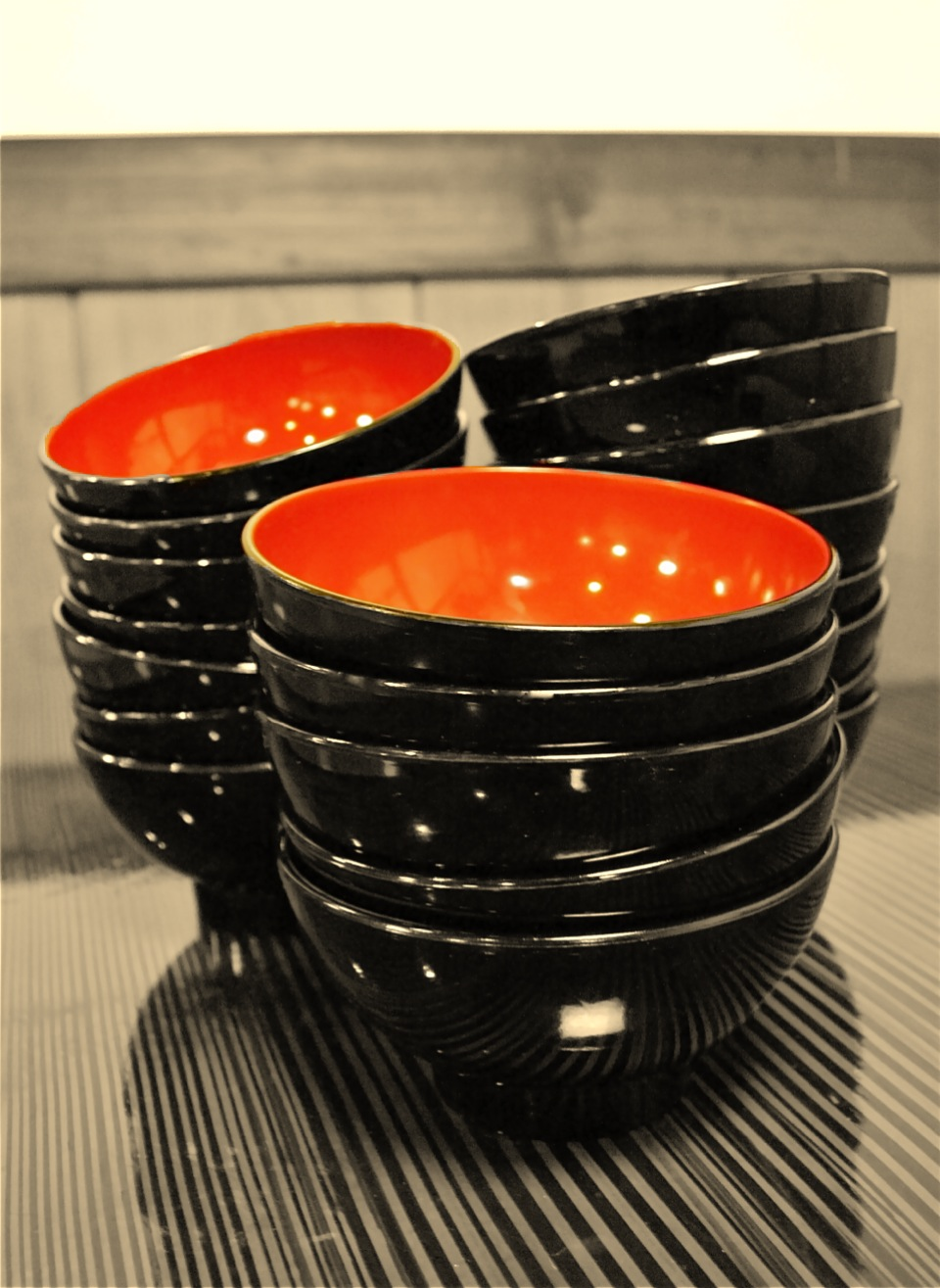
一口蕎麥麵碗
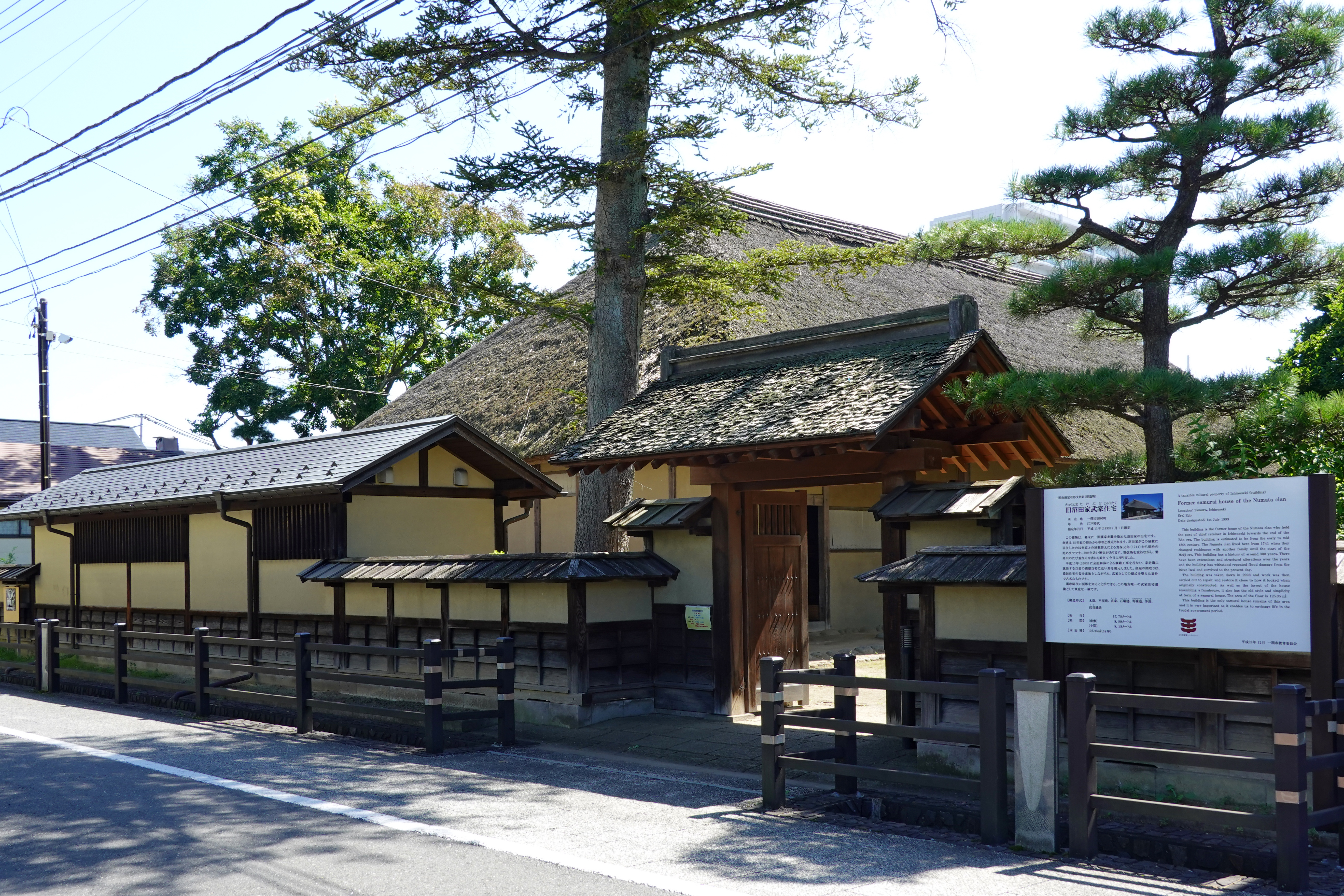
文化遺產-沼田武家宅
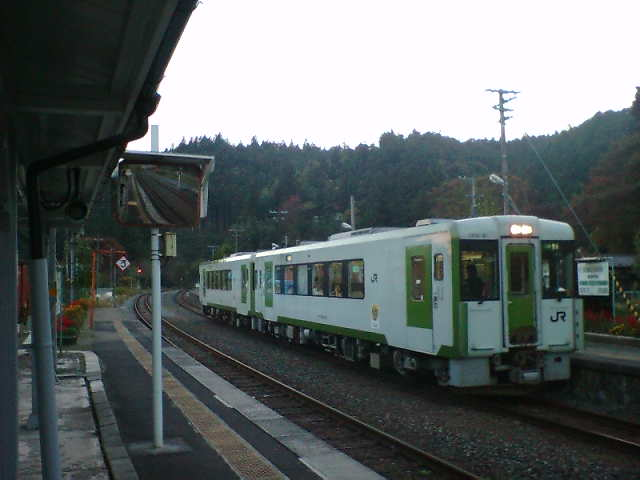
JR大船渡線

## 地理
岩手县位于本州的东北部，东临太平洋，内陆部多山岳，与秋田县交接。山上有北上川，是东北地方第一大河。主峰岩手山高约海拔2,041米；东部为北上山地，其最高峰早池峰山位山地中部，海拔1,914米。岩手縣佔地15,279平方公里，是除北海道以外面積最大的一級行政區。

### 行政區劃

#### 市
盛冈市 - 宫古市 - 大船渡市  - 花卷市 - 北上市 - 久慈市 - 远野市 - 一关市 - 陆前高田市 - 釜石市  - 二户市 - 八幡平市 - 奧州市 - 瀧澤市

#### 郡
岩手郡 - 紫波郡 - 和賀郡 - 膽澤郡 - 西磐井郡 - 氣仙郡 - 上閉伊郡 - 下閉伊郡 - 九戶郡 - 二戶郡

## 經濟
由於岩手縣位處日本東北部，距關東甚遠，縣内的產業以農業為主，乳牛養殖業相當興盛，面向太平洋的沿海地區則發展漁業和水產養殖業。宫古港和釜石港是岩手縣的主要漁港，主要漁獲有鰹魚、秋刀魚、金槍魚、鯖魚等。

## 交通

### 航空
- 花卷機場

### 鐵道

#### 營運單位與路線
- 東日本旅客鐵道
  - 東北新幹線
  - 東北本線
  - 田澤湖線（秋田新幹線）
  - 北上線
  - 八戶線
  - 花輪線
  - 釜石線
  - 山田線
  - 大船渡線
- IGR岩手銀河鐵道
  - 岩手銀河鐵道線
- 三陸鐵道
  - 谷灣線

## 旅游
- 中尊寺（金色堂）
- 毛越寺
- 嚴美溪
- 猊鼻溪
- 三陸海岸

## 特產
| 水果・蔬菜     | 水果・蔬菜                       |
| -------------- | -------------------------------- |
| 山葵           | 遠野市宮守町、宮古市有栽培。     |
| 魚介類・海產物 |                                  |
| 牡蠣           | 陸前高田、釜石、大船渡等是產地。 |
| 肉類・乳製品   |                                  |
| 前澤牛         | 有名的和牛。                     |
| 和牛           | 。                               |
| 乳製品         | 牛乳、乾酪、黃油等。             |
| 鄉土料理       |                                  |
| わんこ蕎麥麵   | 岩手縣有名的鄉土料理。           |
| 卵めん         | 雞蛋麵。                         |
| 盛岡冷麵       | 朝鮮冷麵的變型。                 |
| 南部煎餅       | 岩手縣傳統的菓子。               |
| 工藝品・民藝品 |                                  |
| 秀衡塗         | 國家指定的傳統工藝品。           |
| 淨法寺漆       | 國家指定的傳統工藝品。           |
| 南部鐵器       | 國家指定的傳統工藝品。           |
| 岩谷堂箪笥     | 國家指定的傳統工藝品。           |
| 紫雲石硯       | 一關市產的原石。                 |
| 琥珀           | 久慈的琥珀細工。                 |
| 參考資料：     |                                  |

## 相關事件
- 2008年6月14日，岩手縣附近发生規模7.0地震，震央位於仙台市以北大約100公里的秋田庾境內地表下10公里位置，至少造成2死、33傷。[8][9][10]
- 2011年3月11日，岩手縣外海發生矩震级9.0強烈地震，縣內全部停電，交通受阻。目前得知岩手縣已有4,673人死亡（2014年4月），7,000餘人無家可歸[11]。
- 2015年2月17日，本州東北面對開海域發生規模6.9地震，震源深度10公里，氣象部門指地震可能引發一米浪撲向岩手縣，當局呼籲住在該縣沿海城市居民疏散，東北新幹線列車一度停駛。
- 2019冠状病毒病疫情在日本爆發，從4月10日鳥取縣出現確診病例後到7月28日，岩手縣是日本唯一一個沒有確診病例的行政區。